# 清太宗繼妃
清太宗繼妃（?—?），烏拉那拉氏，扈倫國主納齊布祿的後裔。布顏弟烏拉貝勒博克多之女。清太宗皇太极的福晋，后世文獻改称為清太宗继妃，视之为皇太极的继室。

## 生平
明萬曆三十五年（1607年），父亲博克多、兄弟硕色在与建州的乌碣岩之战中，被代善斩杀。未知，那拉氏是否因乌拉部的战败，而在此后成为皇太极的妻室。萬曆三十七年 (1609年) 三月十三日，那拉氏生皇太极长子肅武親王豪格。萬曆三十九年 (1611年) ，生皇太极次子洛格。天命六年 (1621年) 三月十二日，那拉氏生皇太极长女敖汉固伦公主，敖汉固伦公主嫁给蒙古敖汉部郡王班第。那拉氏何时逝世不详，可能在天命十一年（1626年）八月皇太極繼承汗位前，既已逝世，未有任何追封。
天命八年（1623年），努尔哈赤在八角殿召集其妹瞻河之姑和诸女時，提到车尔格依之妹、豪格之母回其父家途中，乘着拖床經過努爾哈赤和嫡出小叔子阿济格之門。此事被努尔哈赤视为侮慢行为，皇太極因而“遗弃”她。被皇太極“遗弃”的福晉實為鈕祜祿氏，並非烏拉那拉氏。盖因，那拉氏的父亲博克多和其兄弟硕色已逝世多年。而且，车尔格宜為鈕祜祿氏之三兄。当代研究者王冕森推测烏拉那拉氏是在鈕祜祿氏被皇太極“遗弃”后，递补成为他的嫡妻:158—159。但当时贵族为一夫多妻多妾制，可同时有多位福晋。